# Eckerö Linjen

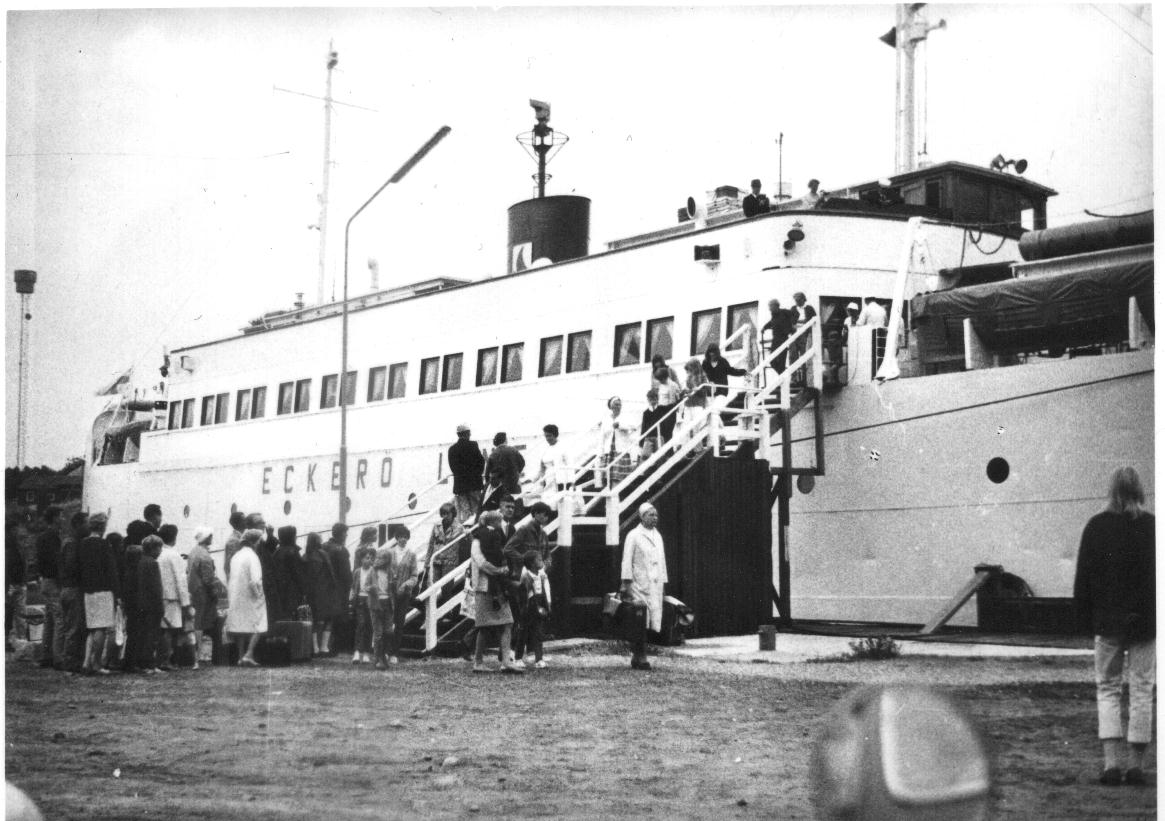
De M/S Alandia legt aan in Grisslehamn in juli 1967

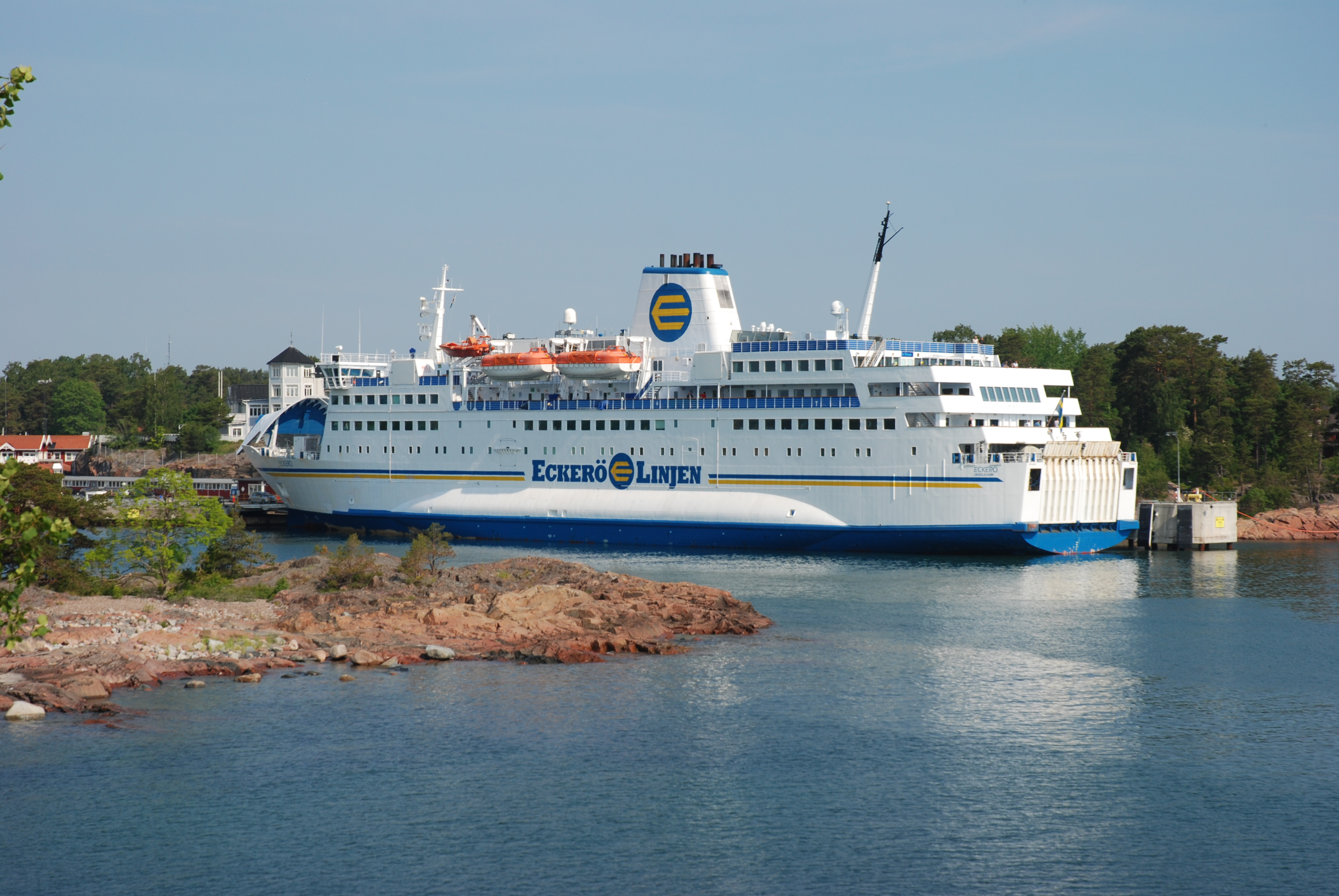
M/S Eckerö (2) in de haven van Grisslehamn

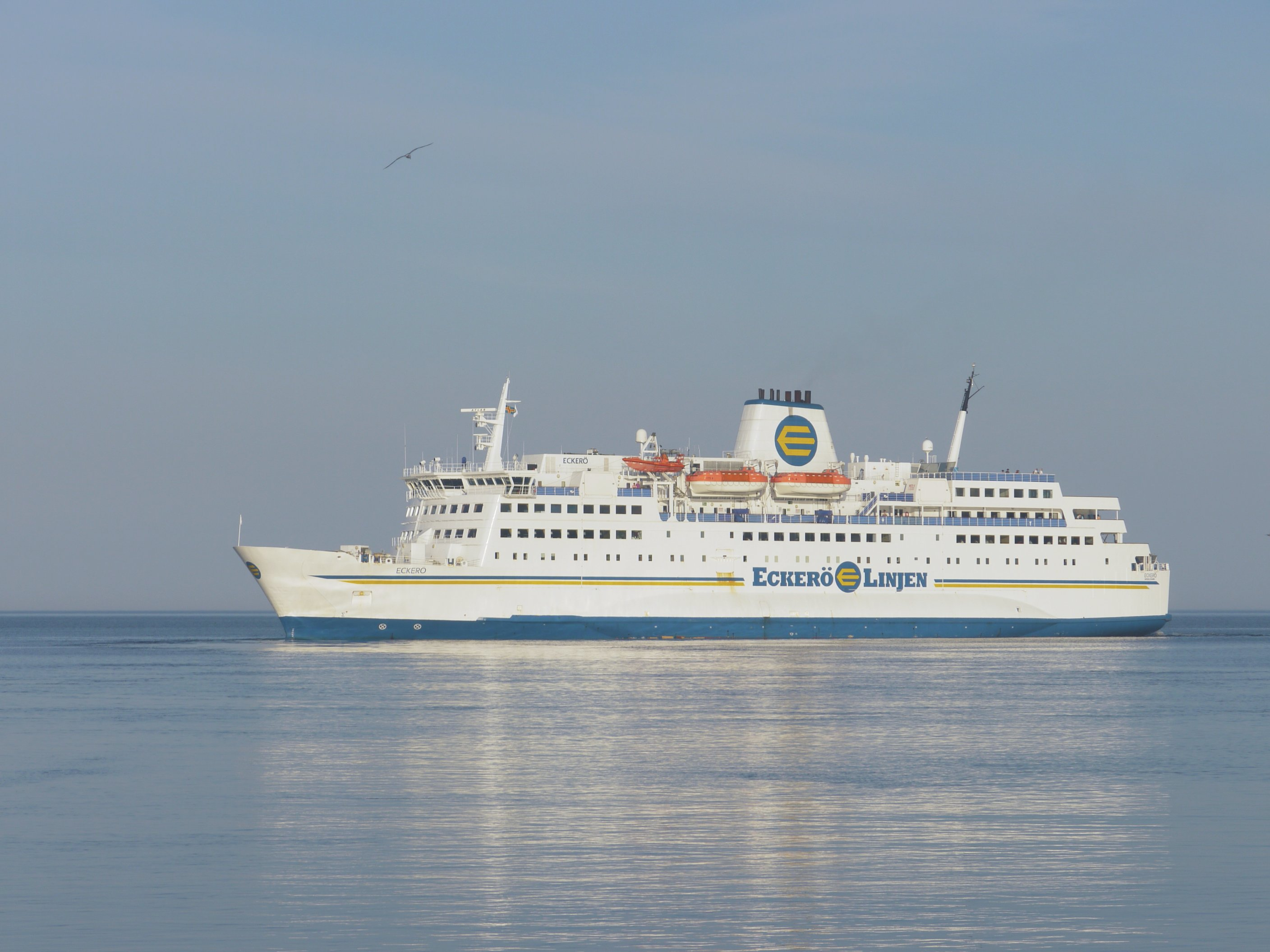
M/S Eckerö (2) op zee

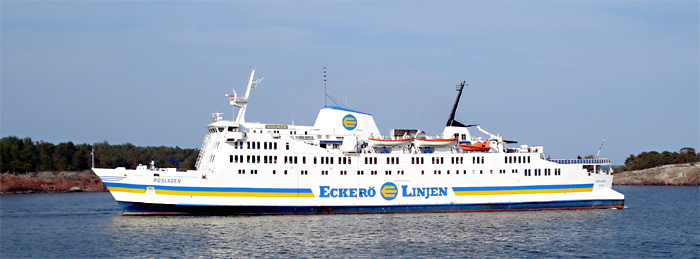
M/S Roslagen

Eckerö Linjen is een Finse rederij die een veerverbinding onderhoudt over de Ålandzee tussen de haven Berghamn op Eckerö in Åland en Grisslehamn in Zweden. De overtocht duurt slechts twee uur. Dit is een veel kortere - en dus ook snellere en goedkopere - verbinding (45 km) dan die vanuit Stockholm naar Mariehamn vaart (140 km).
Eigenaar is 'Rederiaktiebolaget Eckerö'. Dit bedrijf is eveneens eigenaar van Eckerö Line, Eckerö Shipping (voorheen Birka Cargo) en Williams Buss.

## Geschiedenis
In 1960 begon Eckerö Linjen bovengenoemde verbinding met de M/S Rospiggen.
De eerste twee decennia voer de maatschappij met kleine tweedehands veerboten, totdat in 1982 de veel grotere, ruim 86 meter lange Eckerö werd aangeschaft, die kon worden overgenomen uit het faillissement van de Zweedse rederij SL ferries. In 2006 werd dit schip vervangen door een nog groter schip, dat dezelfde naam Eckerö kreeg. Het is 121,19 m lang en kan 1500 passagiers vervoeren.
Van 1988 tot 2007 werd de dienstregeling in het hoogseizoen aangevuld met de MS Roslagen, een schip van 108,7 meter lang en een capaciteit van 1320 passagiers. In 2007 werd dat schip aan een Griekse reder verkocht.
Ofschoon Eckerö Linjen en Eckerö Line twee aparte bedrijven zijn, zijn ze eigendom van dezelfde eigenaar en lenen ze regelmatig schepen aan elkaar uit.

## Vloot
- M/S Eckerö - Eckerö — Grisslehamn